# Neoserica antennalis
Neoserica antennalis är en skalbaggsart som beskrevs av Frey 1960. Neoserica antennalis ingår i släktet Neoserica och familjen Melolonthidae. Inga underarter finns listade i Catalogue of Life.